# Graafschap Oost-Friesland
Het Graafschap Oost-Friesland was een graafschap (sinds 1662 echter geregeerd door vorsten) in de landstreek Oost-Friesland in het noordwesten van de huidige Duitse deelstaat Nedersaksen.

## Geschiedenis
Oost-Friesland hoorde oorspronkelijk tot het woongebied van de Friezen. De Friezen kenden feitelijk geen landsheerlijk gezag. In Oost-Friesland waren er wel aanzienlijke families, de zogenaamde hoofdelingen die streefden naar een uitbreiding van hun, veelal zeer lokale, macht. In de vijftiende eeuw slaagde het geslacht Cirksena er in om zijn macht over vrijwel heel Oost-Friesland te vestigen. In 1464 werd Ulrich I door keizer Frederik III in de gravenstand verheven en werd Oost-Friesland een graafschap.

### Ontstaan van het graafschap
In 1430 werd er een vrijheidsbond gesloten onder leiding van de hoofdeling Edzard Cirksena van Greetsiel, die gericht was tegen de heersende Focko Ukena. Edzard wist samen met zijn broer Ulrich een eind te maken aan de macht van de Ukena-partij.
Na het huwelijk in 1455 van Ulrich Cirksena met Theda, de kleindochter van zijn tegenstander, werd het grootste deel van Oost-Friesland verenigd. Slechts de heerlijkheden Jever en Friedeburg konden hun zelfstandigheid handhaven.
Sibet Attena, een neef en helper van Ulrich kreeg de heerlijkheden Esens, Stedesdorf en Wittmund, die samen het Harlingerland vormden. Het Harlingerland bleef wel onder het oppergezag van de familie Cirksena.
Omdat Ocko I tom Brok het gebied in 1381 als leen had opgedragen aan de graaf van Holland, was de status van de heerser van Oost-Friesland onduidelijk. De heerser in Oost-Friesland besloot de situatie te verbeteren door zich direct tot de keizer te wenden. Keizer Frederik III verhief Ulrich daarom in 1464 tot rijksgraaf. Dit vormde de definitieve breuk met de andere Friese landen, die wel verbonden bleven met het graafschap Holland, waar inmiddels het Bourgondische Huis heerste.
De keizer beleende Ulrich I met het rijksgraafschap in Norden, Emden, Emisgonien in Oost-Friesland.

### Consolidatie van het graafschap
Na de dood van Ulrich I regeerde zijn weduwe Theda voor hun minderjarige kinderen. Zij wist de bedreigingen door hertog Karel de Stoute van Bourgondië en graaf Gerd van Oldenburg te weerstaan. In 1481 vergrootte zij het gebied met de heerlijkheid Fredeburg.
Onder haar zoon Edzard I waren er twisten met de hoofdelingen van het Harlingerland en het Jeverland en met de prins-bisschop van Münster en de Hanzestad Hamburg. Jeverland en Harlinger Land bleven zelfstandig, terwijl Butjadingen werd onderworpen.

### De strijd om de Friese Landen
In 1499 benoemde keizer Maximiliaan I hertog Albrecht van Saksen tot rijksstadhouder van alle Friese landen. Graaf Edzard erkende Albrecht aanvankelijk als leenheer, maar maakte gebruik van de Saksische Vete om zich weer los te scheuren. In het kader van deze vete verbonden Groningen en de nog vrije Ommelanden zich in 1506 met Oost-Friesland; in 1512 werd de primogenituur ingevoerd om deze eenheid te bewaren. In 1514 sloeg Maximiliaan Edzard in de rijksban; 24 Duitse heersers plunderden zijn gebied vooraleer Edzard in 1517 vrede sloot met de latere keizer Karel V. Hiermee zag Edzard af van Groningen en de Ommelanden, maar behield hij Oost-Friesland als rijksgraafschap.

### De Reformatie
De macht van de graaf kwam in de zestiende eeuw onder druk te staan, mede door de Opstand in de Nederlanden. 
Na 1519 vond de Reformatie plaats, die aanvankelijk een tolerant karakter had ten opzichte van de katholieken. Nadat Edzard I in 1528 was opgevolgd door zijn zoon Enno II, begon de onderdrukking van het katholicisme. De meeste Oost-Friese kloosters werden geseculariseerd. Daarnaast ontstonden er scherpe tegenstellingen tussen de lutheranen en de gereformeerden.
Emden werd een belangrijk centrum van waaruit de nieuwe calvinistische ideeën zich over de Nederlanden konden verspreiden want vooral door de repressie van het Spaanse koninklijke gezag sinds 1568 werd deze stad een centrum van vluchtelingen uit de Nederlanden, om te beginnen uit Friesland en Groningen. Zij belegden de eerste synodale vergaderingen waaruit later de Nederduits Gereformeerde Kerk na 1815 de Nederlands Hervormde Kerk zou ontstaan. Het westelijk en zuidwestelijk deel van Oost-Friesland zou zich bij deze kerk aansluiten en het Nederlands als preek- en bijbeltaal tot ver in de 19de eeuw handhaven, de oostelijker delen werden luthers en hun kerktaal Hoogduits.

### Huwelijkspolitiek en gebiedsomvang
In 1517 was er een verdrag gesloten, waarin het huwelijk werd gepland van Enno II met Maria van Jever. Enno II verbrak dit verdrag en huwde in 1529 Anna van Oldenburg. Bij dit huwelijk werd Butjadingen aan Oldenburg afgestaan en deed Oldenburg afstand van zijn aanspraken op Jever.
Maria van Jever verjoeg daarop in 1531 de Oost-Friese bezetting en droeg in 1532 haar land als leen op aan de hertog van Bourgondië, keizer Karel V. Het Harlingerland werd leen van het Hertogdom Gelre. Maria van Jever vermaakte haar land in 1575 bij testament aan de graaf van Oldenburg. Daarmee ging het Jeverland definitief voor Oost-Friesland verloren.

### De deling van het graafschap van 1589 tot 1591
In 1559 huwde Edzard II met Catharina van Zweden. 
Na 1570 was er een twist tussen de broers Edzard II, die luthers was en Jan, die gereformeerd was. Het gevolg was een door de keizer in 1589 bevestigd delingsverdrag, waarbij de ambten Leer, Stickhausen en Greetsiel aan Jan kwamen. Emden was een populair ballingsoord onder Nederlandse calvinisten, terwijl de graaf, Edzard II, luthers was. Na de dood van Jan in 1591 werd de eenheid hersteld.
In 1581 huwde de latere Enno III met Walburgis van Rietberg, de erfgename van het Harlingerland en het graafschap Rietberg. In het verdrag van Berum in 1600 werd het voormalige Gelderse leen Harlingerland met het rijksgraafschap Oost-Friesland verenigd. In het graafschap Rietberg volgde in 1601 de broer van Enno, graaf Jan, op, tot zijn dood in 1625 en daarna zijn drie zoons. Deze zijtak van het huis Cirksena stierf uit in 1690.
In 1595 bemoeide de Republiek zich met dit geschil waarna bij het verdrag van Delfzijl de lutherse graaf de Nederlandse invloed en de (calvinistische) Hervormde kerk erkende. Er bleven Nederlandse troepen in Emden en Leer gelegerd.

### Strijd tussen de graaf en de standen
Onder Edzard II verscherpten de tegenstellingen tussen de standen van Oost-Friesland. In 1595 was er een revolutie in Emden tegen de graaf, waarna de Staten-Generaal zich in het conflict mengden. Na 1599 was er een Staats garnizoen in Emden, waardoor het land betrokken raakte in de Tachtigjarige Oorlog.
In 1602 probeerde graaf Enno met steun van de keizer en de Spaanse koning de Nederlanders te verdrijven, maar hij werd zelf teruggedreven. In een nieuw verdrag in 1603 moest hij de Nederlandse bezetting en de kerkelijke gevolgen voor onbepaalde tijd aanvaarden. 
Nadat troepen van Emden in 1608 de residentie Aurich plunderden, bezetten Staatse troepen ook Aurich en Greetsiel. Na het akkoord van Oosterhusen in 1611 kwam ook in Leerort een bezetting. 
In 1628 tijdens de Dertigjarige Oorlog vielen keizerlijke troepen het graafschap binnen. Hoewel het niet tot een strijd kwam met de Nederlanders, beëindigden de Staten-Generaal de bevoorrading van de Eemsvallei.
Bij de aanval op de Republiek der Zeven Verenigde Nederlanden in 1672 (het rampjaar) verdwenen de troepen uit Oost-Friesland. De verdergaande twisten leidden tot een legering van Pruisische troepen in Greetsiel in 1682, die later naar Emden werden verplaatst.

### De graaf wordt rijksvorst
Enno Lodewijk, een zoon van Ulrich II, werd op 22 mei 1654 op persoonlijke titel tot rijksvorst verheven. Op 18 april 1662 werd de verheffing uitgebreid tot zijn familie. Oost-Friesland zelf bleef echter nog een graafschap. Een zetel in de rijksvorstenraad van de Rijksdag kon pas in 1667 verworven worden.
De broer van Enno, Edzard Ferdinand huwde gravin Anna Dorothea van Kriechingen, de erfgename van dit rijksgraafschap in Lotharingen. Hiermee ontstond er een zijtak van het huis Cirksena, die tot zijn uitsterven in 1710 in Kriechingen regeerde.

### De successie in 1744
Op 20 maart 1691 sloot Christiaan Eberhard een verdrag met de hertogen van Brunswijk-Lüneburg. Volgens dit verdrag ging de successie bij het uitsterven van het huis Cirksena over aan Brunswijk en kreeg Oost-Friesland bij het uitsterven van Brunswijk het graafschap Hoya en het graafschap Diepholz. De keizer bevestigde dit verdrag echter niet, maar zegde op 10 december 1694 keurvorst Frederik III van Brandenburg de successie toe. Op 10 april 1744 sloot de stad Emden een verdrag met Pruisen, waarin de stad een toekomstige Pruisische successie erkende op voorwaarde dat haar vrijheden behouden zouden blijven.
Toen op 25 mei 1744 vorst Karel Edzard zonder erfgenamen overleed, bezette het Pruisische garnizoen in Emden direct het hele vorstendom. Protesten van het keurvorstendom Brunswijk-Lüneburg hadden geen effect.

### Oost-Friesland onder vreemde heersers
Het Pruisische bewind maakte een einde aan de twisten en liet de oude vrijheden intact. De bevolking had voordeel bij het efficiënte Pruisische bestuur.
Na de nederlagen van Pruisen in 1806 en 1807 tegen Frankrijk ging het grootste deel van zijn gebied in de Vrede van Tilsit verloren. Op 11 november 1807 ging Oost-Friesland als departement Oost-Friesland deel uitmaken van het koninkrijk Holland. Met het koninkrijk Holland werd Oost-Friesland in 1810 deel van het keizerrijk Frankrijk als het departement Ems-Oriental. Na de nederlagen van Napoleon nam Pruisen het land in 1813 weer in bezit. De onderhandelingen op het Congres van Wenen in 1815 leidden ertoe dat Oost-Friesland bij het koninkrijk Hannover werd gevoegd. Het nieuwe bewind ondervond tegenstand van de bevolking.